# Süderbrarup
Süderbrarup (duń. Sønder Brarup) – miejscowość i gmina w Niemczech w kraju związkowym Szlezwik-Holsztyn, w powiecie Schleswig-Flensburg, siedziba urzędu Süderbrarup. 1 marca 2018 do gminy przyłączono gminę Brebel oraz gminę Dollrottfeld, które stały się jej dzielnicami.